# Marcelle Narbonne
Marcelle Narbonne (25 de março de 1898 – 1 de janeiro de 2012) foi uma supercentenária argelina-francesa, que no momento da sua morte, era a pessoa viva mais velha da França e da Europa. Ela também era a 8.ª pessoa viva mais velha do mundo.

## Biografia
Narbonne nasceu em Isserville, na Argélia francesa. Ela trabalhou como uma taquigrafia digitadora durante a maior parte de sua vida. Em 1962, ela mudou-se para a França continental quando a Argélia ganhou sua independência dos franceses. Pouco depois, em 1963, Narbonne se aposentou. Narbonne morou com sua irmã mais nova até sua morte aos 95 anos em 1999. Narbonne mudou-se para Capucines, uma casa de aposentadoria em Argelès-Sur-Mer. Em seu aniversário de 112 anos em 2010, Narbonne ficou fisicamente fraca e percorreu curtas distâncias. Ela gostava de poesia, uma taça de champanhe e comer sozinha. Ela não estava com medicamentos e falava muito pouco quando morrera.
Narbonne foi sucedida como a pessoa viva mais velha na França e na Europa por Marie-Thérèse Bardet.